# Fayette (Iowa)
Fayette è una città degli Stati Uniti d'America, situata nello Stato dell'Iowa, nella contea di Fayette.